# Seattle Kraken
El Seattle Kraken és un futur equip professional d'hoquei sobre gel de Seattle (Washington, Estats Units). Jugarà a la National Hockey League a la Divisió Pacifia de la Conferència Oest. Competirà a partir de la temporada 2021–22. L'equip tindrà la seu a la Climate Pledge Arena amb 17.400 espectadors.
El Kraken és el primer equip d'expansió de l'NHL des de 2017 amb els Vegas Golden Knights.